# Ллойд, Джеймс (боксёр)
Джеймс «Джим» Ллойд (англ. James "Jim" Lloyd; 5 июля 1938, Ливерпуль, Мерсисайд, Великобритания — 22 марта 2013, Скелмирсдейл, Ланкашир, Великобритания) — британский боксёр, бронзовый призёр Олимпийских игр в Риме (1960).

## Карьера
После серии побед в международных матчах получил право представлять Великобританию на Олимпийских играх в Риме (1960), где только в полуфинале уступил будущему чемпиону — итальянцу Нино Бенвенути. При этом в четвертьфинале британец оказался сильнее капитана сборной США Фила Болдуина.
В своем дебютном чемпионате Европы он выбыл на стадии четвертьфинала, а единственный национальный любительский титул выиграл лишь однажды — в 1962 г. После прохождения военной службы начал профессиональную карьеру, но она сложилась не слишком удачно: победа в 10 из 20 боев (3 ничьи).
До выхода на пенсию работал Ллойд работал водителем грузовика и охранником. Был одним из основателей городского боксерского клуба в Скелмирсдейле, где в течение 35 лет тренировал местную молодежь.